# Эмили (фильм)
«Эмили» — биографическая драма 2022 года, снятая Фрэнсис О’Коннор по собственному сценарию. В ролях — Эмма Маки, Оливер Джексон-Коэн, Финн Уайтхед, Александра Даулинг, Амелия Гетинг.
Премьера состоялась на Кинофестивале в Торонто 9 сентября 2022 года. В Великобритании фильм вышел в прокат 14 октября 2022 года, в России — 17 ноября 2022 года.

## Сюжет
Фильм рассказывает об отношениях английской писательницы и поэтессы Эмили Бронте с викарием Уильямом Уэйтманом.

## В ролях
- Эмма Маки — Эмили Бронте
- Оливер Джексон-Коэн — Уильям Уэйтман
- Финн Уайтхед — Бренуэлл Бронте
- Александра Даулинг — Шарлотта Бронте
- Амелия Гетинг — Энн Бронте
- Эдриан Данбар — Патрик Бронте
- Джемма Джонс — Элизабет Бренуэлл

## Производство
Съёмки картины прошли с 16 апреля 2021 года по 26 мая 2021 года.

## Отзывы
Фильм получил преимущественно положительные отзывы кинокритиков.